# Mappi
Mappi ist ein indonesischer Regierungsbezirk (Kabupaten) in der indonesischen Provinz Papua Selatan auf der Insel Neuguinea. Stand 2020 leben hier circa 100.000 Menschen. Der Regierungssitz des Kabupaten Mappi ist Kepi.

## Geographie
Mappi liegt im Süden der Provinz Papua Selatan. Im Norden grenzt es an den Regierungsbezirk Asmat, im Osten an Boven Digoel und im Süden an den Kabupaten Merauke. Im Südwesten reicht Mappi an die Arafurasee, in welche der Mappi durchfließende Fluss Pulau in einem Delta mündet. Administrativ unterteilt sich Mappi in 15 Distrikte (Distrik) mit 162 Dörfern (Kampung) und zwei Kelurahan.

## Einwohner
2020 lebten in Mappi 107.722 Menschen. Die Bevölkerungsdichte beträgt 4,5 Personen pro Quadratkilometer. Circa 73 Prozent der Einwohner sind Katholiken, 19 Prozent Christen und acht Prozent Muslime.

## Gliederung
| Distrikt Distrik | Dörfer Kampung | Fläche [km²] | Einwohner 2020 | Bevölkerungs- dichte |
| ---------------- | -------------- | ------------ | -------------- | -------------------- |
| Assue            | 18             | 2.211        | 10.087         | 4,6                  |
| Bamgi            | 5              | 856          | 2.646          | 3,1                  |
| Citak Mitak      | 7              | 1.135        | 5.358          | 4,7                  |
| Edera            | 7              | 2.969        | 8.656          | 2,9                  |
| Haju             | 19             | 1.071        | 9.864          | 9,2                  |
| Kaibar           | 7              | 1.679        | 2.316          | 1,4                  |
| Mambioman Bapai  | 15             | 5.016        | 9.685          | 1,9                  |
| Minyamur         | 12             | 944          | 5.467          | 5,8                  |
| Obaa             | 24             | 2.111        | 34.653         | 16,4                 |
| Passue           | 13             | 1.858        | 6.768          | 3,6                  |
| Passue Bawah     | 8              | 1.635        | 2.908          | 1,8                  |
| Syahcame         | 6              | 614          | 3.042          | 5,0                  |
| Ti Zain          | 8              | 976          | 2.014          | 2,1                  |
| Venaha           | 8              | 1.688        | 2.284          | 1,4                  |
| Yakomi           | 7              | 1.390        | 1.974          | 1,4                  |